# Banie (gromada)
Banie – dawna gromada, czyli najmniejsza jednostka podziału terytorialnego Polskiej Rzeczypospolitej Ludowej w latach 1954–1972.
Gromady, z gromadzkimi radami narodowymi (GRN) jako organami władzy najniższego stopnia na wsi, funkcjonowały od reformy reorganizującej administrację wiejską przeprowadzonej jesienią 1954 do momentu ich zniesienia z dniem 1 stycznia 1973, tym samym wypierając organizację gminną w latach 1954–1972.
Gromadę Banie z siedzibą GRN w Baniach utworzono – jako jedną z 8759 gromad na obszarze Polski – w powiecie gryfińskim w woj. szczecińskim na mocy uchwały nr V/44/54 WRN w Szczecinie z dnia 5 października 1954. W skład jednostki wszedł obszar dotychczasowej gromady Banie (bez miejscowości Dłużyna) ze zniesionej gminy Banie w tymże powiecie. Dla gromady ustalono 14 członków gromadzkiej rady narodowej.
1 stycznia 1958 do gromady Banie włączono miejscowości Piaseczno, Piaszno, Tamka, Dłużyna, Jarzębiec, Skotniki i Piaskowo ze zniesionej gromady Piaseczno w powiecie gryfińskim oraz wsie Kunowo i Parnica ze znoszonej gromady Czarnowo w powiecie pyrzyckim w tymże województwie.
1 stycznia 1972 do gromady Banie włączono obszar zniesionej gromady Lubanowo w tymże powiecie.
Gromada przetrwała do końca 1972, czyli do kolejnej reformy gminnej. 1 stycznia 1973 w powiecie gryfińskim reaktywowano gminę Banie.